# Parhelophilus brooksi
Parhelophilus brooksi är en tvåvingeart som beskrevs av Charles Howard Curran 1927. Parhelophilus brooksi ingår i släktet strandblomflugor, och familjen blomflugor. Inga underarter finns listade i Catalogue of Life.